# 라일락꽃 피는 집

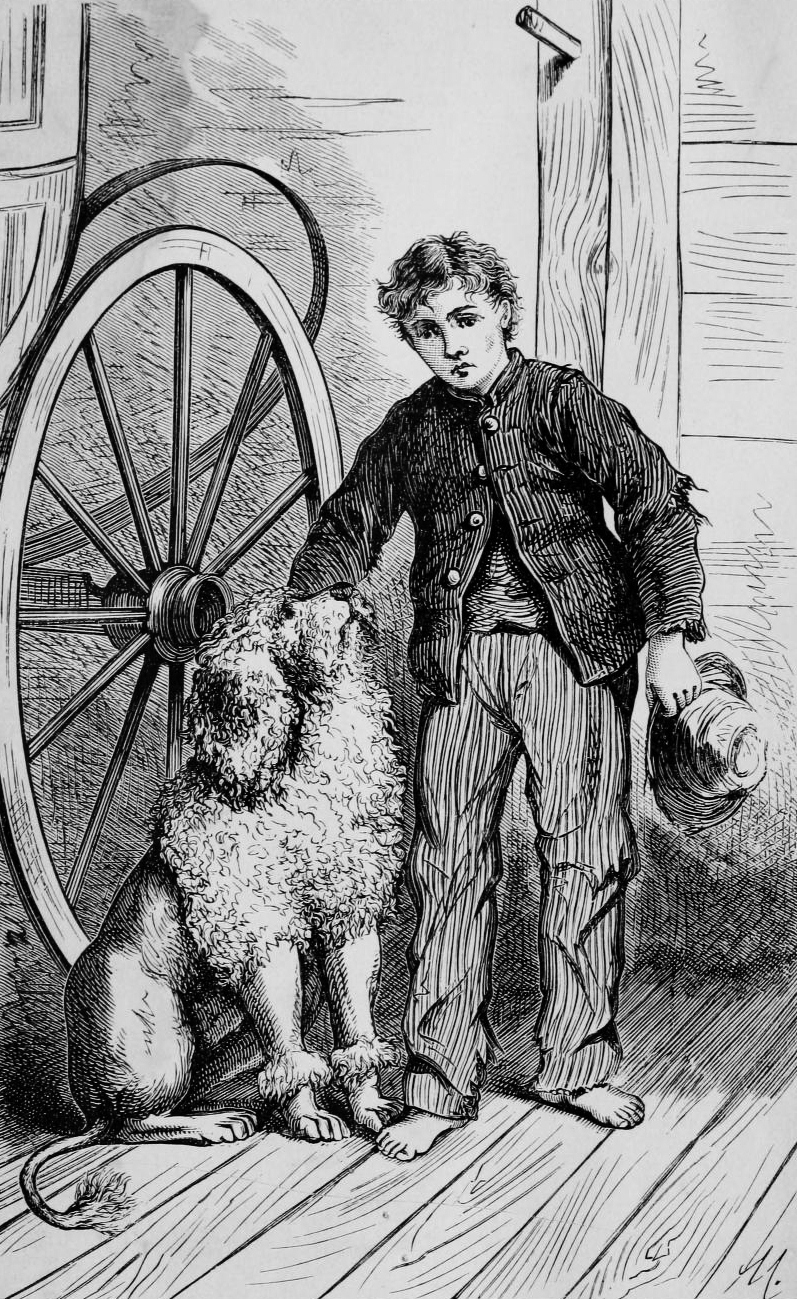

《라일락꽃 피는 집》은 루이자 메이 올컷의 아동 소설 중 하나이다. 이 책은 라일락꽃이 피어있는 가정집 주변을 주 배경으로 하였다.

## 등장인물과 등장인물의 특징

### 벤의 특징
밝고 명랑하며 산초를 잃어버렸지만 베티의 도움으로 산초를 찾았다

### 산초(사실 상강아지)
벤의 강아지이다 또 묘기도 부릴 줄 안다

### 미스실리아의 특징
벤을 돌봐주고 있었다. 그리고 마음이 따뜻하다

### 모스 부인의 특징
벤을 찾고 미스실리아와 함께 벤을 돌봤다

### 벤의 아빠 특징
죽은 줄 알았던 아빠가 돌아왔다. 벤을 무척 사랑한다.

## 같이 보기
- 라일락
- 작은 아씨들
- 한국헤밍웨이